# Boarmia nyctopora
Boarmia nyctopora là một loài bướm đêm trong họ Geometridae.